# المركز اليمني لقياس الرأي العام
المركز اليمني لقياس الرأي العام هو منظمة غير حكومية أنشى في ديسمبر 2005 وفقا لشهادة تسجيل من وزارة الشئون الاجتماعية والعمل. أُسِّس المركز من قبل مجموعة من الصحفيين والأكاديميين والباحثين والمتخصصين والمتطوعين المحترفين والمتطلعين لإحداث تغيير إيجابي في اليمن.

## مشاريع تابعة له
- مرصد البرلمان اليمني .
- منتدى المجتمع المدني .